# Cicindela depressula
Cicindela depressula är en skalbaggsart som beskrevs av Thomas Casey 1897. Cicindela depressula ingår i släktet Cicindela och familjen jordlöpare.

## Underarter
Arten delas in i följande underarter:
- C. d. depressula
- C. d. eureka